# Kreis Weißenfels
| Basisdaten                                               | Basisdaten                                |
| -------------------------------------------------------- | ----------------------------------------- |
| Bezirk der DDR                                           | Halle                                     |
| Kreisstadt                                               | Weißenfels                                |
| Fläche                                                   | 223 km² (1989)                            |
| Einwohner                                                | 63.838 (1989)                             |
| Bevölkerungsdichte                                       | 286 Einwohner/km² (1989)                  |
| Kfz-Kennzeichen                                          | K und V (1953–1990) KX und VX (1974–1990) |
|                                                          |                                           |
| Der Kreis Weißenfels im Bezirk Halle (anklickbare Karte) |                                           |

Der Kreis Weißenfels war ein Landkreis im Bezirk Halle der DDR. Ab 1990 bestand er als Landkreis Weißenfels im Land Sachsen-Anhalt fort. Sein Gebiet liegt heute im Burgenlandkreis in Sachsen-Anhalt. Der Sitz der Kreisverwaltung befand sich in Weißenfels.

## Geographie
Der Kreis Weißenfels lag beiderseits der Saale südwestlich von Leipzig. Er grenzte im Uhrzeigersinn im Norden beginnend an die Kreise Merseburg, Leipzig-Land, Hohenmölsen, Naumburg und Nebra.

## Geschichte
Bereits seit 1815 existierte in der preußischen Provinz Sachsen ein Landkreis Weißenfels, der seit 1945 zum Land Sachsen-Anhalt und somit seit 1949 zur DDR gehörte. Am 25. Juli 1952 kam es in der DDR zu einer umfassenden Kreisreform, bei der unter anderem die Länder aufgelöst wurden und durch Bezirke ersetzt wurden. Der Landkreis Weißenfels gab Gebietsteile an die neuen Kreise Hohenmölsen, Naumburg und Leipzig-Land ab. Aus dem verbliebenen Teil des Landkreises wurde der Kreis Weißenfels gebildet, der dem neugebildeten Bezirk Halle zugeordnet wurde.
Am 17. Mai 1990 wurde der Kreis in Landkreis Weißenfels umbenannt. Anlässlich der Wiedervereinigung der beiden deutschen Staaten wurde der Landkreis im Oktober 1990 dem wiedergegründeten Land Sachsen-Anhalt zugesprochen, für die weitere Entwicklung siehe Landkreis Weißenfels.

## Einwohnerentwicklung
| Jahr      | 1960   | 1971   | 1981   | 1989   |
| Einwohner | 82.591 | 79.134 | 67.345 | 63.838 |

## Städte und Gemeinden
Dem Kreis Weißenfels gehörten die folgenden Städte und Gemeinden an:
| - Borau - Burgwerben - Dehlitz - Goseck - Gröbitz - Großgörschen - Großkorbetha - Langendorf - Leißling | - Schkortleben - Lützen, Stadt - Markwerben - Meuchen 1 - Poserna - Prittitz - Reichardtswerben - Rippach - Röcken | - Sössen 2 - Starsiedel - Storkau - Tagewerben - Uichteritz - Weißenfels, Stadt - Wengelsdorf |

## Wirtschaft
Bedeutende Betriebe im Kreis waren unter anderen:
- VEB Brauerei Weißenfels; (zuletzt Teil des Getränkekombinats Dessau)
- VEB Kombinat Schuhe Weißenfels
- VEB Ketten- und Nagelwerke Weißenfels; (zuletzt Teil des Kombinats Wälzlager und Normteile)
- VEB Vorrichtungsbau Weißenfels; (zuletzt Teil des Werkzeugmaschinenkombinats „Fritz Heckert“)
- VEB Tacton Weißenfels Trommelfabrik; (zuletzt Teil des Kombinats Musikinstrumente)
- VEB WiWeNa Weißenfels  Kleinmöbel; (das Möbelkombinat WiWeNa wurde 1979 Teil des Möbelkombinats Dessau, das 1986 aufgelöst wurde)
- VEB Technische Gebäudeausrüstung Halle, BT Elektroanlagenbau Weißenfels; (zuletzt Teil des Kombinats Technische Gebäudeausrüstung)

## Verkehr
Durch die Nord-Süd-Autobahn Berliner Ring–Hirschberg war der Kreis an das Autobahnnetz der DDR angeschlossen. Dem überregionalen Straßenverkehr dienten außerdem die F 87 Richtung Naumburg und Leipzig, die F 91 Richtung Zeitz und Halle sowie die F 176 Richtung Sömmerda und Borna.
Der Kreis wurde von der Eisenbahnstrecke Halle–Weißenfels–Erfurt durchquert. Außerdem dienten dem Schienenverkehr die Nebenbahnen Weißenfels–Zeitz, Großkorbetha–Deuben und Leipzig-Lützen–Pörsten.

## Kfz-Kennzeichen
Den Kraftfahrzeugen (mit Ausnahme der Motorräder) und Anhängern wurden von etwa 1974 bis Ende 1990 dreibuchstabige Unterscheidungszeichen, die mit den Buchstabenpaaren KX und VX begannen, zugewiesen. Die letzte für Motorräder genutzte Kennzeichenserie war VX 00-01 bis VX 99-99.
Anfang 1991 erhielt der Landkreis das Unterscheidungszeichen WSF.